# Tratado de Pereslávia
O Tratado de Pereslávia foi concluído em 1654 na cidade ucraniana de Pereslávia durante a reunião entre os cossacos zaporojianos e o czar Aleixo I da Moscóvia, que se seguiu à Revolta de Khmelnytsky. Conhecido como o Conselho de Pereslávia (Pereyaslavs'ka rada em ucraniano), o tratado forneceu proteção para o Estado cossaco ucraniano pelo czar. Dos que participaram da preparação do tratado em Pereslávia estão: o Hetman dos cossacos, Bohdan Khmelnytsky, numerosos cossacos e um grande contingente de visitantes russos e seus tradutores. As cópias originais do tratado se perderam, e a exata natureza da relação estipulada por este tratado entre a Ucrânia e a Rússia é uma questão de controvérsia entre estudiosos. O tratado levou ao estabelecimento do Hetmanato cossaco no lado oriental do rio Dniepre, sob a proteção do Czarado da Rússia.
O segundo Tratado de Pereslávia foi concluído em 27 de outubro] de 1659 entre o filho de Khmelnytsky, Yurii Khmelnytsky e o czar russo e limitou drasticamente a autonomia (cossaca) ucraniana. Este segundo tratado foi consequência do Tratado de Hadiach (Hadyacka uhoda em ucraniano) a partir de 16 de setembro de 1658 entre os cossacos e a República das Duas Nações, que garantiu muitos privilégios aos cossacos e deste modo ameaçou a influência que a Moscóvia vinha exercendo sobre eles.

## Consequências históricas
Qualquer que tenha sido a natureza do tratado, as consequências ficaram mais claras com o passar do tempo. Entre as maiores consequências estão: a retirada da Ucrânia do anterior domínio da Polônia católica, o fortalecimento da Ortodoxia no centro histórico da Ucrânia e o domínio da Ucrânia pela vizinha Rússia ortodoxa.
No final das contas, as consequências para a Ucrânia foram o ponto central. A colonização polonesa e a polonização da classe alta foi logo substituída por um sistemático processo de russificação, culminando no Ems Ukaz, que proibiu o idioma ucraniano. Também suprimida foi a identidade distinta da Igreja Quievana de Rus': os dois ramos da Igreja ucraniana que resultaram da União de Brest foram suprimidas.

Para a Polônia, o tratado marcou o início de um processo de desmembramentos que levou a perda total de sua independência (1795).

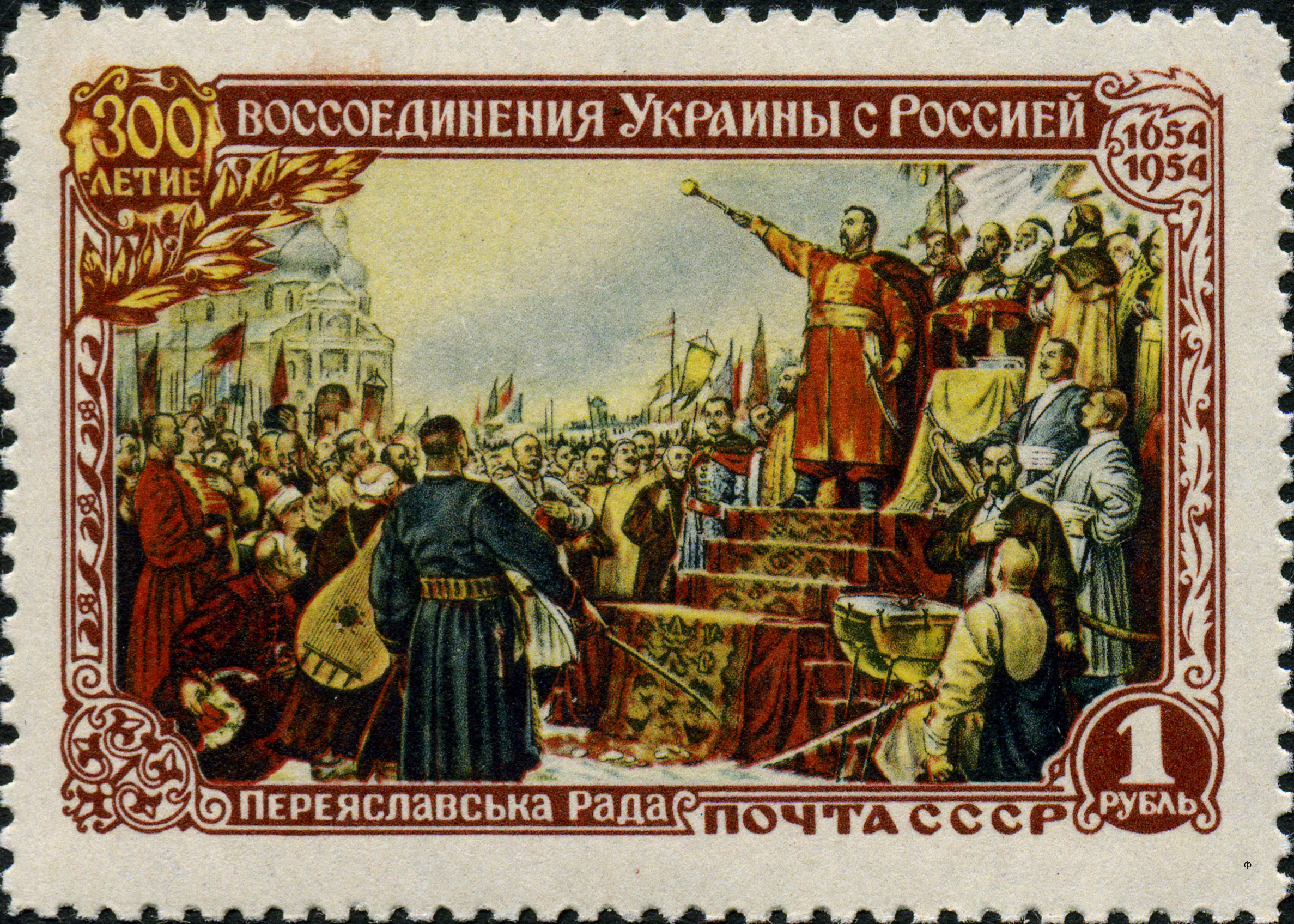
Selo postal da URSS. 300º aniversário da reunificação da Ucrânia com a Rússia, 1954

Para a Rússia, o tratado levou à aquisição da Ucrânia, fornecendo uma justificativa para o ambicioso título dos moscovitas, e mais tarde czares e imperadores russos, O Governante de Toda a Rus’. A Rússia, sendo naquele momento a única parte da antiga Rússia de Quieve que não foi ocupada por um poder estrangeiro, se considerou como a legítima sucessora e reunificadora das antigas terras Rus'.
Este tratado é visto, por nacionalistas ucranianos, como uma triste ocasião desperdiçada de se obter a independência ucraniana. Partidos ucranianos pró Rússia celebram a data deste evento pedindo pela reunificação das três nações eslavas orientais: a Rússia, a Ucrânia e a Bielorrússia.
Em 2004, após a celebração do 350.º aniversário do evento, a administração do presidente Leonid Kuchma da Ucrânia instituiu o dia 18 de janeiro como sendo a data oficial de comemoração, uma mudança que criou controvérsias. Anteriormente, em 1954, as celebrações do aniversário incluíam a polêmica transferência da Crimeia da República Socialista Federada Soviética da Rússia para a República Socialista Soviética da Ucrânia.